# Rhinestone Eyes
"Rhinestone Eyes" é uma canção da banda virtual Gorillaz, lançada como quarto single do álbum Plastic Beach. O single foi lançado exclusivamente para rádios alternativas estadunidenses em 6 de setembro de 2010.
A canção faz parte da trilha do jogo FIFA 2011. Embora houvesse planos para um vídeo, o fã-site Gorillaz-Unofficial foi informado de que o vídeo foi cancelado, pois a gravadora EMI não iria financiá-lo, devido à má performance de "Stylo" e "On Melancholy Hill" nas paradas. Mais tarde, um storyboard (esboço) do que teria sido o clipe da canção foi disponiblizado pelo canal da banda no Youtube. Ele mostra o que seria o desfecho da trama iniciada no álbum Demon Days, em 2005, com os clipes de "Feel Good Inc." e "El Mañana", e que teve sequência em Plastic Beach, com os vídeos de "Stylo" e "On Melancholy Hill".
Sobre a canção, o baixista ficcional Murdoc Niccals disse o seguinte num comentário faixa-a-faixa:

Essa foi gravada em meu pequeno submarino. Eu roubei um pouquinho da minha própria faixa "Electric Shock", e prendi ela aqui dentro, com um pequeno atraso no topo. Saiu muito bem, você não acha?"— Murdoc Niccals 'Plastic Beach' - Murdoc's Track-By-Track Guide

## Faixas

### Promo CD
1. "Rhinestone Eyes" – 3:20
2. "Rhinestone Eyes" (Instrumental) – 3:20

## Paradas
| Parada (2010)        | Melhor posição |
| -------------------- | -------------- |
| US Alternative Songs | 34             |